# جدول تناوبی (متنی)
این جدول تناوبی، نسخه‌ای متنی از جدول تناوبی بزرگ است که در آن رنگ‌ها و پیوندها حذف شده‌اند.
|        | I                     | II                                                     |                         |                         |                       |                       |                        |                    |                       |                         |                        |                        | III                      | IV                       | V                        | VI                       | VII                      | VIII                     |
| دوره   |                       |                                                        |                         |                         |                       |                       |                        |                    |                       |                         |                        |                        |                          |                          |                          |                          |                          |                          |
| ۱٫۰۰۷۹ |                       |                                                        |                         |                         |                       |                       |                        |                    |                       |                         |                        |                        |                          |                          |                          |                          | هلیم ۲ He ۴٫۰۰۲۶۰        |                          |
| ۲      | لیتیم ۳ Li ۶٫۹۴       | بریلیم ۴ <span style="font-size: top;" colspan="10" \| | بور ۵ B ۱۰٫۸۱           | کربن ۶ C ۱۲٫۰۱۱         | نیتروژن ۷ N ۱۴٫۰۰۷    | اکسیژن ۸ O ۱۵٫۹۹۹     | فلوئور ۹ F ۱۸٫۹۹۸۴۰۳   | نئون ۱۰ Ne ۲۰٫۱۸۰  |                       |                         |                        |                        |                          |                          |                          |                          |                          |                          |
| ۳      | سدیم ۱۱ Na ۲۲٫۹۸۹۷۶۹۳ | منیزیم ۱۲ Mg ۲۴٫۳۰۵                                    |                         |                         |                       |                       |                        |                    |                       |                         |                        |                        | آلومینیم ۱۳ Al ۲۶٫۹۸۱۵۳۹ | سیلیسیم ۱۴ Si ۲۸٫۰۸۶     | فسفر ۱۵ P ۳۰٫۹۷۳۷۶       | گوگرد ۱۶ S ۳۲٫۰۶         | کلر ۱۷ Cl ۳۵٫۴۵          | آرگون ۱۸ Ar ۳۹٫۹۴۸       |
| ۴      | پتاسیم ۱۹ K ۳۹٫۰۹۸۳   | کلسیم ۲۰ Ca ۴۰٫۰۸                                      | اسکاندیم ۲۱ Sc ۴۴٫۹۵۵۹۱ | تیتانیم ۲۲ Ti ۴۷٫۸۶۷    | وانادیم ۲۳ V ۵۰٫۹۴۱۵  | کروم ۲۴ Cr ۵۱٫۹۹۶     | منگنز ۲۵ Mn ۵۴٫۹۳۸۰۴   | آهن ۲۶ Fe ۵۵٫۸۴    | کبالت ۲۷ Co ۵۸٫۹۳۳۲۰  | نیکل ۲۸ Ni ۵۸٫۶۹۳       | مس ۲۹ Cu ۶۳٫۵۵         | روی ۳۰ Zn ۶۵٫۴۱        | گالیم ۳۱ Ga ۶۹٫۷۲۳       | ژرمانیم ۳۲ Ge ۷۲٫۶۴      | آرسنیک ۳۳ As ۷۴٫۹۲۱۶     | سلنیم ۳۴ Se ۷۹٫۰         | برم ۳۵ Br ۷۹٫۹۰۴         | کریپتون ۳۶ Kr ۸۳٫۸۰      |
| ۵      | روبیدیم ۳۷ Rb ۸۵٫۴۶۸  | استرانسیم ۳۸ Sr ۸۷٫۶۲                                  | ایتریم ۳۹ Y ۸۸٫۹۰۵۸     | زیرکونیم ۴۰ Zr ۹۱٫۲۲    | نیوبیم ۴۱ Nb ۹۲٫۹۰۶۴  | مولیبدن ۴۲ Mo ۹۵٫۹    | تکنسیم ۴۳ Tc [۹۷٫۹۰۷۲] | روتنیم ۴۴ Ru ۱۰۱٫۱ | رودیم ۴۵ Rh ۱۰۲٫۹۰۵۵  | پالادیم ۴۶ Pd ۱۰۶٫۴۲    | نقره ۴۷ Ag ۱۰۷٫۸۶۸     | کادمیم ۴۸ Cd ۱۱۲٫۴۱    | ایندیم ۴۹ In ۱۱۴٫۸۲      | قلع ۵۰ Sn ۱۱۸٫۷۱         | آنتیموان ۵۱ Sb ۱۲۱٫۷۶۰   | تلوریم ۵۲ Te ۱۲۷٫۶       | ید ۵۳ I ۱۲۶٫۹۰۴۵         | زنون ۵۴ Xe ۱۳۱٫۲۹        |
| ۶      | سزیم ۵۵ Cs ۱۳۲٫۹۰۵۴۵۲ | باریم ۵۶ Ba ۱۳۷٫۳۳                                     | ۵۷–۷۱ *                 | هافنیم ۷۲ Hf ۱۷۸٫۵      | تانتال ۷۳ Ta ۱۸۰٫۹۴۷۹ | تنگستن ۷۴ W ۱۸۳٫۸۴    | رنیوم ۷۵ Re ۱۸۶٫۲۰۷    | اسمیم ۷۶ Os ۱۹۰٫۲  | ایریدیم ۷۷ Ir ۱۹۲٫۲۲  | پلاتین ۷۸ Pt ۱۹۵٫۰۸     | طلا ۷۹ Au ۱۹۶٫۹۶۶۵۷    | مرکوری ۸۰ Hg ۲۰۰٫۶     | تالیم ۸۱ Tl ۲۰۴٫۳۸۳      | سرب ۸۲ Pb ۲۰۷٫۲          | بیسموت ۸۳ Bi ۲۰۸٫۹۸۰۴۰   | پولونیم ۸۴ Po [۲۰۸٫۹۸۲۴] | استاتین ۸۵ At [۲۰۹٫۹۸۷۱] | رادون ۸۶ Rn [۲۲۲٫۰۱۷۶]   |
| ۷      | فرانسیم ۸۷ Fr [۲۲۳]   | رادیم ۸۸ Ra [۲۲۶]                                      | ۸۹–۱۰۳ **               | رادرفوردیم ۱۰۴ Rf [۲۶۱] | دوبنیم ۱۰۵ Db [۲۶۲]   | سیبورگیم ۱۰۶ Sg [۲۶۶] | بوریم ۱۰۷ Bh [۲۶۴]     | هاسیم ۱۰۸ Hs [۲۷۷] | مایتنریم ۱۰۹ Mt [۲۶۸] | دارمشتادیم ۱۱۰ Ds [۲۷۱] | رونتگنیوم ۱۱۱ Rg [۲۷۲] | کوپرنیسیم ۱۱۲ Cn [۲۷۷] | آن‌ان‌تریوم ۱۱۳ Uut [۲۸۴]  | آن‌ان‌کادیوم ۱۱۴ Uuq [۲۸۹] | آن‌ان‌پنتیوم ۱۱۵ Uup [۲۸۸] | آن‌ان‌هگزیوم ۱۱۶ Uuh [۲۹۲] | آن‌ان‌سپتیوم ۱۱۷ Uus [۲۹۵] | آن‌ان‌اکتیوم ۱۱۸ Uuo [۲۹۴] |

| * لانتانیدها | لانتان ۵۷ La ۱۳۸٫۹۰۵۵ | سریم ۵۸ Ce ۱۴۰٫۱۱۶   | پرازئودیمیم ۵۹ Pr ۱۴۰٫۹۰۷۶ | نئودیمیم ۶۰ Nd ۱۴۴٫۲۴ | پرومتیم ۶۱ Pm [۱۴۵]  | ساماریم ۶۲ Sm ۱۵۰٫۴  | یوروپیم ۶۳ Eu ۱۵۱٫۹۶۴ | گادولینیم ۶۴ Gd ۱۵۷٫۲ | تربیم ۶۵ Tb ۱۵۸٫۹۲۵۴ | دیسپروزیم ۶۶ Dy ۱۶۲٫۵۰۰ | هولمیم ۶۷ Ho ۱۶۴٫۹۳۰۳ | اربیم ۶۸ Er ۱۶۷٫۲۶ | تولیم ۶۹ Tm ۱۶۸٫۹۳۴۲  | ایتربیم ۷۰ Yb ۱۷۳٫۰ | لوتتیم ۷۱ Lu ۱۷۴٫۹۶۷ |
| ** اکتینیدها | اکتینیم ۸۹ Ac [۲۲۷]   | توریم ۹۰ Th ۲۳۲٫۰۳۸۱ | پروتاکتینیم ۹۱ Pa ۲۳۱٫۰۳۵۹ | اورانیم ۹۲ U ۲۳۸٫۰۲۸۹ | نپتونیوم ۹۳ Np [۲۳۷] | پلوتونیم ۹۴ Pu [۲۴۴] | امریسیم ۹۵ Am [۲۴۳]   | کوریم ۹۶ Cm [۲۴۷]     | برکلیم ۹۷ Bk [۲۴۷]   | کالیفرنیم ۹۸ Cf [۲۵۱]   | اینشتینیم ۹۹ Es [۲۵۲] | فرمیم ۱۰۰ Fm [۲۵۷] | مندلیفیم ۱۰۱ Md [۲۵۸] | نوبلیم ۱۰۲ No [۲۵۹] | لارنسیم ۱۰۳ Lr [۲۶۲] |